# 施陶貝恩坎策爾山

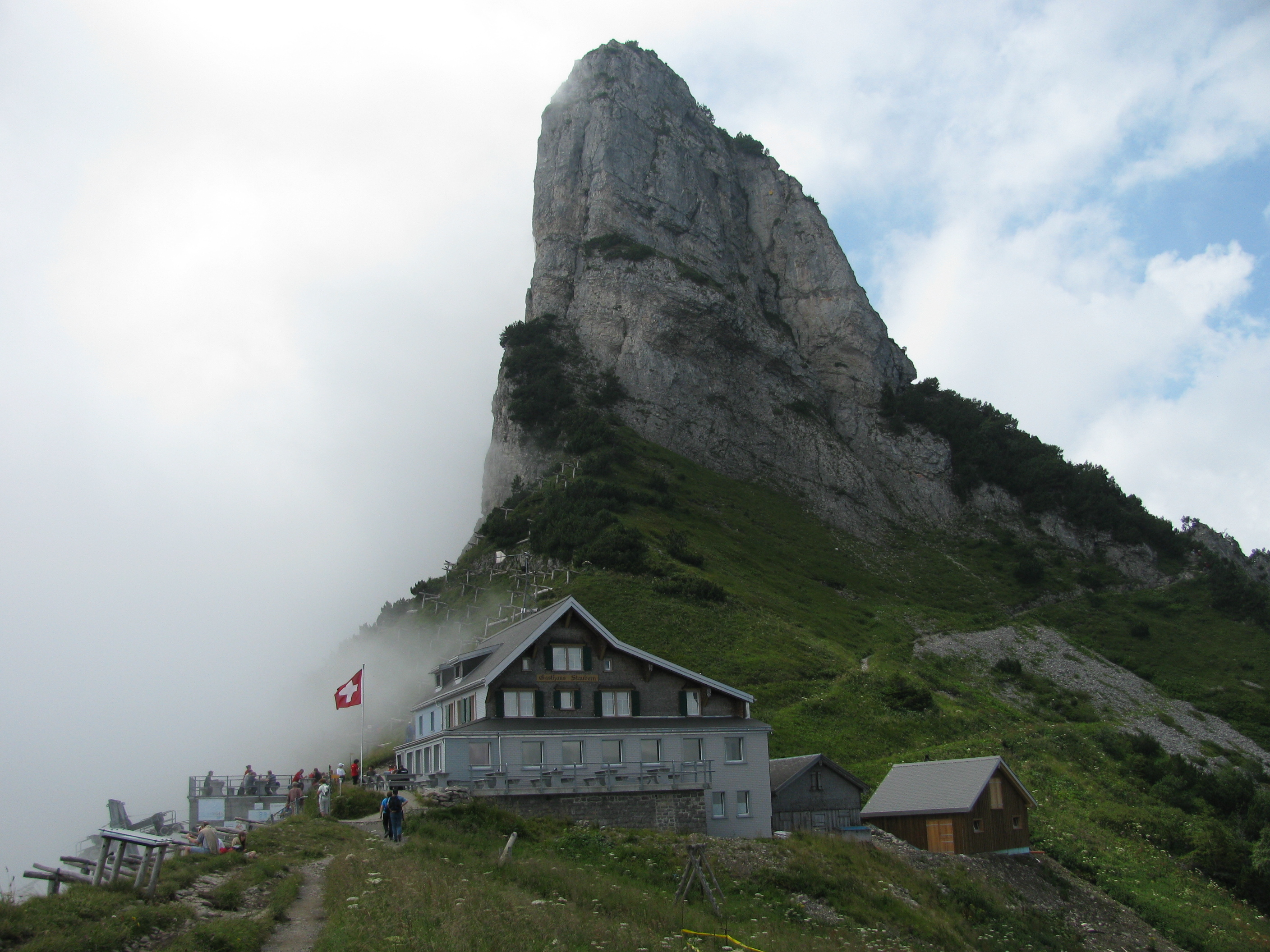

47°15′37″N 9°27′07″E / 47.260348°N 9.45198°E
施陶貝恩坎策爾山（德語：Staubernkanzel），是瑞士的山峰，位於該國東北部，處於內阿彭策爾州和聖加侖州接壤的邊界，屬於阿彭策爾阿爾卑斯山脈的一部分，海拔高度1,860米。